# Franse parlementsverkiezingen 1898
Op 8 en 22 mei 1898 werden er in Frankrijk parlementsverkiezingen gehouden. Hoewel de gematigde republikeinen (die aan de verkiezingen meededen onder de naam Progressieve Republikeinen) iets verloren, bleef zij de grootste fractie.

## Uitslag

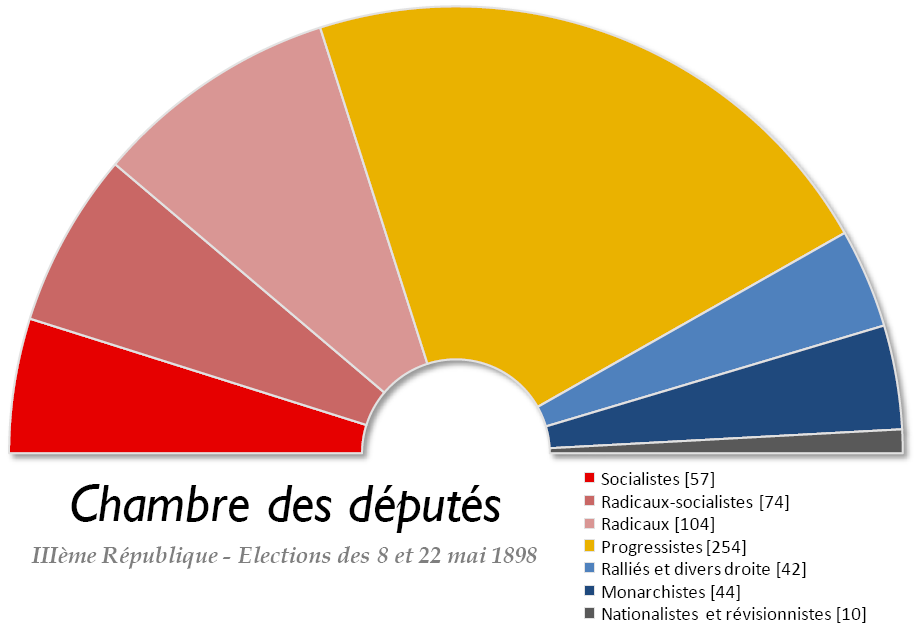
Verkiezingsuitslag

| Politieke stroming/partij                | stemmen   | zetels | %      |
| ---------------------------------------- | --------- | ------ | ------ |
| Progressieve Republikeinen               | 3.262.725 | 254    | 40,25% |
| Radicale Partij                          | 1.293.507 | 105    | 15,96% |
| Ralliés (Rooms-katholieke Republikeinen) | 905.110   | 42     | 11,16% |
| Monarchisten                             | 887.759   | 44     | 10,95% |
| Socialisten                              | 791.148   | 57     | 9,76%  |
| Linkse Radicalen                         | 629.572   | 74     | 7,77%  |
| Nationalistische Republikeinen           | 336.302   | 10     | 4,15%^ |